# 인도의 공용어 목록
인도에는 수많은 언어가 존재하는데, 적어도 800여 개의 언어와 2000여 개의 방언이 밝혀져 있다. 인도 헌법에는 정부 기관 내에서는 공식적인 의사 소통은 영어와 힌디어만 허용하도록 규정되어 있다. 주 단위로는 각 주에서 공식적으로 사용하는 공용어(official languages)와, 공용어에 준하는 위치로 사용되는 공용 인정어(officially recognised languages)가 지정되어 있다. 이 외에 정부에서 지정한 22개의 계획어(scheduled languages)가 있다.
타밀나두 주와 같이 힌디어를 거의 쓰지 않는 곳의 반발을 막기 위해 1965년부터 영어는 힌디어에 대한 ‘보조적인 공용어’가 되었다. 영국의 인도 점령과 더불어 인도의 빨라진 공업화와 경제의 다국화에 의해 영어가 공용어가 되었다는 설도 있다. 일부에서는 프랑스어를 사용하기도 한다.

## 연방급 공용어
- 힌디어
- 영어 (상용어)

## 주급 공용어
- 가로어 — 메갈라야 주의 공용 인정어.
- 구자라트어 — 구자라트 주·다드라 나가르하벨리·다만 디우의 공용어.
- 네팔어 — 시킴 주의 공용어. 서벵골 주의 공용 인정어.
- 라자스탄어 — 라자스탄 주의 공용 인정어.
- 마니푸르어 — 마니푸르 주의 공용어.
- 마라티어 — 마하라슈트라 주의 공용어. 다만 디우의 공용 인정어.
- 마이틸리어 — 비하르 주의 공용어.
- 말라얄람어 — 락샤드위프 제도·케랄라 주의 공용어. 푸두체리의 공용 인정어.
- 미조어 — 미조람 주의 공용어.
- 벵골어 — 트리푸라 주·서벵골 주의 공용어. 아삼 주의 공용 인정어.
- 보도어 — 아삼 주의 공용 인정어.
- 산스크리트어 — 우타라칸드 주의 공용 인정어.
- 산탈리어 — 자르칸드 주의 공용어. 서벵골 주의 공용 인정어.
- 아삼어 — 아삼 주의 공용어.
- 영어 — 아루나찰프라데시 주·케랄라 주·메갈라야 주·나갈랜드 주·트리푸라 주·우타라칸드 주·서벵골 주·안다만 니코바르 제도·찬디가르·다만 디우·델리·푸두체리의 공용어.
- 오리야어 — 오디샤 주의 공용어. 서벵골 주의 공용 인정어.
- 우르두어 — 잠무 카슈미르 주의 공용어. 안드라프라데시 주·비하르 주·우타라칸드 주·우타르프라데시 주·서벵골 주·델리의 공용 인정어.
- 차티스가르어 — 차티스가르 주의 공용어.
- 카시어 — 메갈라야 주의 공용 인정어.
- 칸나다어 — 카르나타카 주의 공용어.
- 콕보록어 — 트리푸라 주의 공용어.
- 콘칸어 — 고아 주의 공용어.
- 타밀어 — 타밀나두 주·푸두체리의 공용어.
- 텔루구어 — 안드라프라데시 주·텔랑가나 주의 공용어. 푸두체리의 공용 인정어.
- 펀자브어 — 펀자브 주의 공용어. 하리아나 주·서벵골 주·델리의 공용 인정어.
- 프랑스어 — 푸두체리의 공용어.
- 힌디어 — 델리·라자스탄 주·마디아프라데시 주·안다만 니코바르 제도·우타라칸드 주·자르칸드 주·찬디가르·차티스가르 주·하리아나 주·히마찰프라데시 주의 공용어. 서벵골 주의 공용 인정어.

## 계획어
- 구자라트어 · 네팔어 · 도그리어 · 마니푸르어 · 마라티어 · 마이틸리어  · 말라얄람어 · 벵골어 · 보도어 · 산스크리트어 · 산탈리어 · 신디어 · 아삼어 · 오리야어 · 우르두어 · 카슈미르어 · 칸나다어 · 콘칸어 · 타밀어 · 텔루구어 · 펀자브어 · 힌디어

## 나머지 널리 쓰이는 언어
다음은 500만 명 이상의 사람이 쓰지만 공용어로 지정되지는 않은 언어이다.
- 곤드어 — 곤드 족.
- 마가히어 — 비하르 주 남부. 힌디어의 한 방언으로 보는 사람도 있음.
- 마르와리어 — 라자스탄 주 일부. 힌디어의 한 방언으로 보는 사람도 있음.
- 보즈푸리어 — 비하르 주 일부. 힌디어의 한 방언으로 보는 사람도 있음.
- 분델리어 — 힌디어의 한 방언으로 보는 사람도 있음.
- 빌리어 — 빌리 족.
- 아와드어 — 힌디어의 한 방언으로 보는 사람도 있음.
- 칸나우지어 — 우타르프라데시 주. 힌디어의 한 방언으로 보는 사람도 있음.
- 코다바어 — 카르나타카 주의 코다구.
- 쿠트치어 — 구자라트 주의 쿠치 지방.
- 툴루어 — 카르나타카 주와 케랄라 주의 툴루 족.
- 하르얀비어 — 하리아나 주. 힌디어의 한 방언으로 보는 사람도 있음.
- 힌두스탄어 — 힌디어와 우르두어의 혼합이며 북부 인도에서 쓰인다. 피지에서는 공용어로 다룬다.

## 같이 보기
- 인도의 언어
- 모어 화자 수순 인도 언어 목록